# Municipio de Cedar (condado de Mahaska)
El municipio de Cedar (en inglés: Cedar Township) es un municipio ubicado en el condado de Mahaska en el estado estadounidense de Iowa. En el año 2010 tenía una población de 1108 habitantes y una densidad poblacional de 11,71 personas por km².

## Geografía
El municipio de Cedar se encuentra ubicado en las coordenadas 41°12′6″N 92°28′40″O / 41.20167, -92.47778. Según la Oficina del Censo de los Estados Unidos, el municipio tiene una superficie total de 94.62 km², de la cual 94,57 km² corresponden a tierra firme y (0,06 %) 0,05 km² es agua.

## Demografía
Según el censo de 2010, había 1108 personas residiendo en el municipio de Cedar. La densidad de población era de 11,71 hab./km². De los 1108 habitantes, el municipio de Cedar estaba compuesto por el 98,65 % blancos, el 0,18 % eran afroamericanos, el 0,18 % eran amerindios, el 0,54 % eran asiáticos, el 0,09 % eran de otras razas y el 0,36 % eran de una mezcla de razas. Del total de la población el 0,27 % eran hispanos o latinos de cualquier raza.